# Campeonato de Primera División 1934 de la AFAP (Argentina)
El Campeonato de Primera División 1934 de la Asociación Argentina de Football (Amateurs y Profesionales), llamado oficialmente Copa Campeonato 1934, fue el quincuagésimo cuarto y último torneo de Primera División de la era amateur. Se jugó mediante el sistema de todos contra todos, en una rueda, entre el 15 de abril y el 28 de octubre. 
El Club Atlético Estudiantil Porteño se consagró campeón por segunda y última vez. 
Tras finalizar el certamen, el 3 de noviembre de 1934, la Asociación Argentina se fusionó con la entidad disidente, la Liga Argentina de Football, que organizaba desde 1931 los torneos profesionales, más tarde considerados oficiales, y conformaron la Asociación del Football Argentino, la actual AFA. Al desaparecer la liga, la mayoría de los equipos que dependían de ella pasaron a formar parte de la segunda división del nuevo ente rector, cinco pasaron directamente a la tercera división y dos se desafiliaron.

## Ascensos y descensos
| Pos       | Equipos ascendidos |
| --------- | ------------------ |
| 1.º       | Ramsar             |
| Res. adm. | Gutenberg          |
| Res. adm. | General San Martín |

| Equipos descendidos en la temporada 1933 |
| ---------------------------------------- |
| No hubo                                  |

De este modo, el número de participantes aumentó a 23.

## Tabla de posiciones final
| Pos  | Equipo                 | Pts | PJ | G  | E | P  | GF | GC | Dif |
| ---- | ---------------------- | --- | -- | -- | - | -- | -- | -- | --- |
| 1.º  | Estudiantil Porteño    | 36  | 22 | 17 | 2 | 3  | 51 | 24 | 27  |
| 2.º  | Banfield               | 33  | 22 | 14 | 5 | 3  | 50 | 20 | 30  |
| 3.º  | Defensores de Belgrano | 32  | 22 | 15 | 2 | 5  | 39 | 26 | 13  |
| 4.º  | Dock Sud               | 30  | 22 | 13 | 4 | 5  | 36 | 22 | 14  |
| 5.º  | El Porvenir            | 29  | 22 | 13 | 3 | 6  | 42 | 25 | 17  |
| 6.º  | General San Martín     | 28  | 22 | 12 | 4 | 6  | 39 | 28 | 11  |
| 7.º  | Estudiantes (BA)       | 27  | 22 | 12 | 3 | 7  | 41 | 24 | 17  |
| 8.º  | Sportivo Alsina        | 25  | 22 | 11 | 3 | 8  | 42 | 37 | 5   |
| 9.º  | Excursionistas         | 23  | 22 | 10 | 3 | 9  | 41 | 35 | 6   |
| 10.º | Sportivo Acassuso      | 23  | 22 | 8  | 7 | 7  | 26 | 26 | 0   |
| 11.º | Argentino de Quilmes   | 21  | 22 | 8  | 5 | 9  | 51 | 37 | 14  |
| 12.º | Almagro                | 21  | 22 | 8  | 5 | 9  | 32 | 30 | 2   |
| 13.º | Colegiales             | 21  | 22 | 6  | 9 | 7  | 23 | 32 | -9  |
| 14.º | Nueva Chicago          | 20  | 22 | 7  | 6 | 9  | 36 | 36 | 0   |
| 15.º | Argentino de Temperley | 20  | 22 | 7  | 6 | 9  | 31 | 38 | -7  |
| 16.º | All Boys               | 18  | 22 | 6  | 6 | 10 | 36 | 41 | -5  |
| 17.º | Gutenberg              | 17  | 22 | 7  | 3 | 12 | 36 | 44 | -8  |
| 18.º | Barracas Central       | 17  | 22 | 7  | 3 | 12 | 37 | 49 | -12 |
| 19.º | Sportivo Barracas      | 17  | 22 | 6  | 5 | 11 | 18 | 31 | -13 |
| 20.º | Liberal Argentino      | 15  | 22 | 6  | 3 | 13 | 33 | 53 | -20 |
| 21.º | Ramsar                 | 13  | 22 | 4  | 5 | 13 | 21 | 48 | -27 |
| 22.º | Sportivo Buenos Aires  | 11  | 22 | 4  | 3 | 15 | 35 | 56 | -21 |
| 23.º | Palermo                | 9   | 22 | 3  | 3 | 16 | 16 | 50 | -34 |

|  |                                             |
|  | Campeón. Pasó a la Segunda División de AFA. |
|  | Pasaron a la Segunda División de AFA.       |
|  | Pasaron a la Tercera División de AFA.       |
|  | Se desafiliaron.                            |

## Goleadores
| Jugador              | Jugador                   | Goles | Equipo               |
| -------------------- | ------------------------- | ----- | -------------------- |
| Bandera de Argentina | Pedro Maseda              | 16    | Argentino de Quilmes |
| Bandera de Argentina | Domingo Alberto Tarasconi | 16    | General San Martín   |